# 岩手県道136号折壁停車場線
岩手県道136号折壁停車場線（いわてけんどう136ごう おりかべていしゃじょうせん）は、岩手県一関市を通る一般県道である。

## 概要
JR大船渡線 折壁駅から国道284号交点までの短距離路線である。

### 路線データ
- 起点：折壁停車場（折壁駅）
- 終点：一関市室根町折壁字愛宕下（国道284号交点）

## 地理

### 通過する自治体
- 一関市

### 交差する道路
- 国道284号（一関市室根町折壁、終点）

### 沿線の施設など
- JR折壁駅